# Брестский район
Бре́стский райо́н (бел. Брэсцкі раён) — административная единица на западе Брестской области Республики Беларусь. Административный центр — город Брест (не входит в состав района).
Численность населения — 45 756 человек (на 1 января 2025 года).

## География
Район граничит: на севере — с Каменецким, на востоке — с Жабинковским и на юго-востоке — с Малоритским районами Брестской области, а также с Польшей на западе и Ковельским районом Украины на юге. Населённые пункты шести сельсоветов района находятся в пограничной зоне, для которой действует особый режим посещения. Общая протяжённость границы района составляет 387 км. Площадь территории — 1,534 тыс. км², (6-е место среди районов области).
Территория района располагается в западной части Русской плиты, которая является наиболее крупной тектонической структурой Восточно-Европейской платформы. Поверхность района равнинная. Абсолютные отметки рельефа земной поверхности возрастают примерно от 122,5 до 190 м. Наиболее возвышенными (до 175—189 м) являются участки краевых ледниковых образований. Минимальные (122,5—154 м) отметки приурочены к урезам современных озёр и рек. Средняя высота территории района 164 м. 
В Брестском районе находится 25 месторождений торфа с общими запасами около 7731 тыс. т. В донных отложениях озёр Брестской группы сосредоточены запасы сапропелей. В пределах района находится месторождение силикатных и строительных песков, разведано четыре месторождения глинистого сырья.
Средняя температура января — 4,4 °C, июля 18,8 °C. Годовая норма осадков — 548 мм. Вегетационный период — 208 дней.
Наиболее лесиста южная часть района. Преобладают хвойные леса (сосна, ель) — 72,4 % площади лесов; берёза, осина, ольха — 23,9 %; дуб, ясень, граб — 3,7 %.

### Заказники
Республиканского значения:
- Ландшафтный «Прибужское Полесье». Ландшафтную основу составляют леса, которые занимают 62 % территории, болота и водные угодья — 6,4 %. В целом малонарушенные природные территории составляют около 72 %[13].
- Ботанический

Местного значения:
- Биологический «Брестский».
- «Бугский»

### Памятники природы
Республиканского значения:
- Островные ельники «Меднянские» — ботанический памятник природы

Местного значения:
1. Бук лесной (0,01 га)
2. Вишня птичья (0,007 га)
3. Дуб черешчатый пирамидальной формы (0,007 га)
4. Плющ обыкновенный (0,004 га)
5. Руднянские вязы (0,179 га)
6. Торфяник Дубровка (11,07 га)
7. Брестская родниковая струга (0,394 га)

## История
Брестский район образован 15 января 1940 года. В октябре 1940 года было образовано 18 сельсоветов. 16 июля 1954 года Страдечский сельсовет был передан Домачевскому району. 
17 декабря 1956 года Домачевский район был упразднён, и к Брестскому району было присоединено 6 сельсоветов. 
8 августа 1959 года к Брестскому району было присоединено 2 сельсовета упразднённого Жабинковского района, 14 апреля 1960 года один из них передан Кобринскому району. 
25 декабря 1962 года к образованному Брестскому району присоединён Малоритский район, за исключением Оссовского и Чернянского сельских Советов, но 6 января 1965 года Малоритский район район был образован вновь. 
4 января 1965 года Брестскому району были переданы из Кобринского района 2 сельсовета и городской посёлок Жабинка. 30 июля 1966 года 3 сельсовета и Жабинка были переданы в состав воссозданного Жабинковского района.
В 2013 году Домачевский поссовет был преобразован в сельсовет, а Страдечский сельсовет (бывший Гершонский) упразднён, населённые пункты вошли в состав Знаменского сельсовета.

## Геральдика
Положение о гербе Брестского района, его описание и изображение утверждены решением Брестского районного исполнительного комитета от 8 октября 2001 года № 757.
Герб зарегистрирован в Гербовом матрикуле Республики Беларусь 22 декабря 2001 года № 76. 

## Административное деление

Сельсоветы Брестского района

В состав района входят городской посёлок Домачево и 141 сельский населённый пункт. Район делится на 11 сельсоветов:
| Сельсоветы    | Административный центр        | Количество населённых пунктов | Население (год) | Площадь, км2 |
| ------------- | ----------------------------- | ----------------------------- | --------------- | ------------ |
| Домачевский   | городской посёлок Домачево    | 15                            | 2794 (2019)     | 201,4411     |
| Знаменский    | агрогородок Знаменка          | 12                            | 5426 (2019)     | 348,7411     |
| Клейниковский | агрогородок Клейники          | 7                             | 2598 (2019)     | 49,2832      |
| Лыщицкий      | деревня Новые Лыщицы          | 17                            | 4541 (2019)     | 137,4687     |
| Мотыкальский  | агрогородок Большие Мотыкалы  | 19                            | 7895 (2019)     | 130,2711     |
| Мухавецкий    | агрогородок Мухавец           | 14                            | 4371 (2019)     | 205,2814     |
| Радваничский  | агрогородок Большие Радваничи | 4                             | 1204 (2019)     | 97,0526      |
| Тельминский   | деревня Тельмы-1              | 12                            | 4119 (2019)     | 47,5131      |
| Томашовский   | агрогородок Томашовка         | 7                             | 2413 (2019)     | 117,6109     |
| Чернавчицкий  | агрогородок Чернавчицы        | 19                            | 5237 (2019)     | 120,7345     |
| Чернинский    | агрогородок Черни             | 16                            | 4965 (2019)     | 77,6195      |

## Население
Численность населения — 45 756 человек (на 1 января 2025 года), в том числе городское — 1 136 человек (Домачево — 1 136 человек), сельское — 44 620 человек.
Численность населения — 45 658 человек (на 1 января 2024 года), в том числе городское (Домачево) — 1 142 человек, сельское — 44 516 человек.
Население района составляет 45 629 человек (на 1 января 2023 года), в том числе сельское население 44 475.
На 1 января 2022 года население района составляло 45 636 человек, в том числе сельское население 44 438 человек.
| Численность населения (по годам) | Численность населения (по годам) | Численность населения (по годам) | Численность населения (по годам) | Численность населения (по годам) | Численность населения (по годам) | Численность населения (по годам) | Численность населения (по годам) | Численность населения (по годам) | Численность населения (по годам) | Численность населения (по годам) |
| 1996                             | 2001                             | 2002                             | 2003                             | 2004                             | 2005                             | 2006                             | 2007                             | 2008                             | 2009                             | 2010                             |
| -------------------------------- | -------------------------------- | -------------------------------- | -------------------------------- | -------------------------------- | -------------------------------- | -------------------------------- | -------------------------------- | -------------------------------- | -------------------------------- | -------------------------------- |
| 42 500                           | ▲45 274                          | ▼45 251                          | ▼45 069                          | ▼44 887                          | ▼44 945                          | ▲44 992                          | ▲45 549                          | ▼39 226                          | ▲39 433                          | ▲39 682                          |
| 2011                             | 2012                             | 2013                             | 2014                             | 2015                             | 2016                             | 2017                             | 2018                             | 2019                             | 2020                             | 2021                             |
| ▲39 990                          | ▲40 329                          | ▲40 647                          | ▲41 062                          | ▲42 094                          | ▲43 566                          | ▲44 448                          | ▲45 076                          | ▲45 592                          | ▼45 533                          | ▲45 615                          |
| 2022                             | 2023                             | 2024                             | 2025                             |                                  |                                  |                                  |                                  |                                  |                                  |                                  |
| ▲45 636                          | ▼45 629                          | ▲45 658                          | ▲45 756                          |                                  |                                  |                                  |                                  |                                  |                                  |                                  |

| Национальный состав по переписи 2019 года | Национальный состав по переписи 2019 года | Национальный состав по переписи 2019 года | Национальный состав по переписи 2019 года | Национальный состав по переписи 2019 года | Национальный состав по переписи 2019 года | Национальный состав по переписи 2019 года | Национальный состав по переписи 2019 года | Национальный состав по переписи 2019 года | Национальный состав по переписи 2019 года | Национальный состав по переписи 2019 года |
| Всего (2019)                              | белорусы                                  | белорусы                                  | русские                                   | русские                                   | украинцы                                  | украинцы                                  | поляки                                    | поляки                                    | армяне                                    | армяне                                    |
| ----------------------------------------- | ----------------------------------------- | ----------------------------------------- | ----------------------------------------- | ----------------------------------------- | ----------------------------------------- | ----------------------------------------- | ----------------------------------------- | ----------------------------------------- | ----------------------------------------- | ----------------------------------------- |
| 45 563                                    | 38 181                                    | 83,8 %                                    | 3742                                      | 8,21 %                                    | 2425                                      | 5,32 %                                    | 325                                       | 0,71 %                                    | 125                                       | 0,27 %                                    |
| 45 563                                    | немцы                                     | немцы                                     | азербайджанцы                             | азербайджанцы                             | татары                                    | татары                                    | евреи                                     | евреи                                     | литовцы                                   | литовцы                                   |
| 45 563                                    | 61                                        | 0,13 %                                    | 29                                        | 0,06 %                                    | 28                                        | 0,06 %                                    | 27                                        | 0,06 %                                    | 18                                        | 0,04 %                                    |
|                                           |                                           |                                           |                                           |                                           |                                           |                                           |                                           |                                           |                                           |                                           |
| Национальный состав по переписи 2009 года |                                           |                                           |                                           |                                           |                                           |                                           |                                           |                                           |                                           |                                           |
| Всего (2009)                              | белорусы                                  | белорусы                                  | русские                                   | русские                                   | украинцы                                  | украинцы                                  | поляки                                    | поляки                                    | армяне                                    | армяне                                    |
| 39 406                                    | 32 730                                    | 83,02 %                                   | 3206                                      | 8,13 %                                    | 2732                                      | 6,93 %                                    | 338                                       | 0,86 %                                    | 81                                        | 0,21 %                                    |
| 39 406                                    | немцы                                     | немцы                                     | молдаване                                 | молдаване                                 | татары                                    | татары                                    | азербайджанцы                             | азербайджанцы                             | литовцы                                   | литовцы                                   |
| 39 406                                    | 33                                        | 0,05 %                                    | 27                                        | 0,04 %                                    | 26                                        | 0,04 %                                    | 16                                        | 0,02 %                                    | 12                                        | 0,02 %                                    |
|                                           |                                           |                                           |                                           |                                           |                                           |                                           |                                           |                                           |                                           |                                           |
| Национальный состав по переписи 1959 года |                                           |                                           |                                           |                                           |                                           |                                           |                                           |                                           |                                           |                                           |
| Всего (1959)                              | белорусы                                  | белорусы                                  | украинцы                                  | украинцы                                  | русские                                   | русские                                   | поляки                                    | поляки                                    | евреи                                     | евреи                                     |
| 49 386                                    | 42 494                                    | 86,04 %                                   | 3508                                      | 7,1 %                                     | 2393                                      | 4,85 %                                    | 853                                       | 1,73 %                                    | 35                                        | 0,07 %                                    |

На 1 января 2022 года 21,7 % населения района было в возрасте моложе трудоспособного, 54,7 % — в трудоспособном, 23,6 % — старше трудоспособного. Ежегодно в районе рождается 480—640 детей и умирает 510—560 человек. Коэффициент рождаемости в 2019 году — 11,2, смертности — 12,4. Наблюдается естественная убыль населения, и ежегодно численность населения уменьшается (-50 по итогам 2019 года). Коэффициент естественной убыли населения в 2019 году — −1,2. В 2021 году в районе были заключены 259 браков (5,7 на 1000 человек) и 127 разводов (2,8).

## Экономика
Основные предприятия:
- «Чернавчицкий завод ЖБИ»,
- Государственное лесохозяйственное учреждение «Брестский лесхоз»,
- «Брестский райагросервис»,
- Тепличный комбинат «Берестье».

Есть свободная экономическая зона «Брест» (площадь более 70 км²).
В 2021 году средняя зарплата работников в районе составила 97,4 % от среднего уровня по Брестской области.
Выручка от реализации продукции, товаров, работ, услуг за 2021 год составила 1113,6 млн рублей (около 450 млн долларов), в том числе 342,2 млн рублей пришлось на сельское, лесное и рыбное хозяйство, 491,3 млн на промышленность, 18,8 млн на строительство, 119,8 млн на торговлю и ремонт, 141,4 млн на другие виды экономической деятельности.

### Сельское хозяйство
В 2021 году сельскохозяйственные организации района собрали 101,9 тыс. т зерновых и зернобобовых культур при урожайности 44,2 ц/га и 75,3 тыс. т сахарной свёклы при урожайности 572 ц/га. Под зерновые культуры в 2020 году было засеяно 21,3 тыс. га пахотных площадей, под сахарную свёклу — 1,3 тыс. га, под кормовые культуры — 21,9 тыс. га.
На 1 января 2021 года в сельскохозяйственных организациях района содержалось 49,3 тыс. голов крупного рогатого скота, в том числе 15,8 тыс. коров, 84,7 тыс. свиней, 1594,9 тыс. голов птицы. В 2020 году сельскохозяйственные организации района реализовали 47,6 тыс. т мяса скота и птицы и произвели 128 тыс. т молока.
В 2021 году сельскохозяйственное ОАО «Комаровка» (98,91 % в госсобственности), в котором работало 1900 человек, было признано банкротом; по состоянию на 1 сентября стоимость имущества предприятия, находившегося в процессе ликвидации, оценивалась в более чем 200 млн руб. (80 млн долларов). По состоянию на 1 сентября 2021 года в процессе ликвидации находилась также птицефабрика «Медновская», расположенная на территории района.

## Образование
В 2021 году в районе насчитывалось 19 учреждений дошкольного образования, которые обслуживали 1715 детей. В 23 школах в 2021/2022 учебном году обучались 6149 детей, учебный процесс обеспечивал 691 учитель.

## Культура
- ГУК "Историко-мемориальный музей «Усадьба Немцевичей»[49] в д. Скоки. В 2016 году — 1,2 тыс. музейных предметов основного фонда, 6,6 тыс. посетителей[50]
- Музей космонавтики в агрогородке Томашовка.
- Музей под открытым небом — самолёты времён Второй мировой войны (Мессершмит, Юнкерс, Як, Ил, По-2 и др.) в Чернавчицы. Каждый самолёт— точная копия своего прототипа.
- Литературно-краеведческий музей «Наследие» ГУО «Средняя школа г. п. Домачево» в Домачево
- Музей боевой славы 14-й заставы «Домачево» имени А. А. Новикова в Домачево

## Достопримечательности

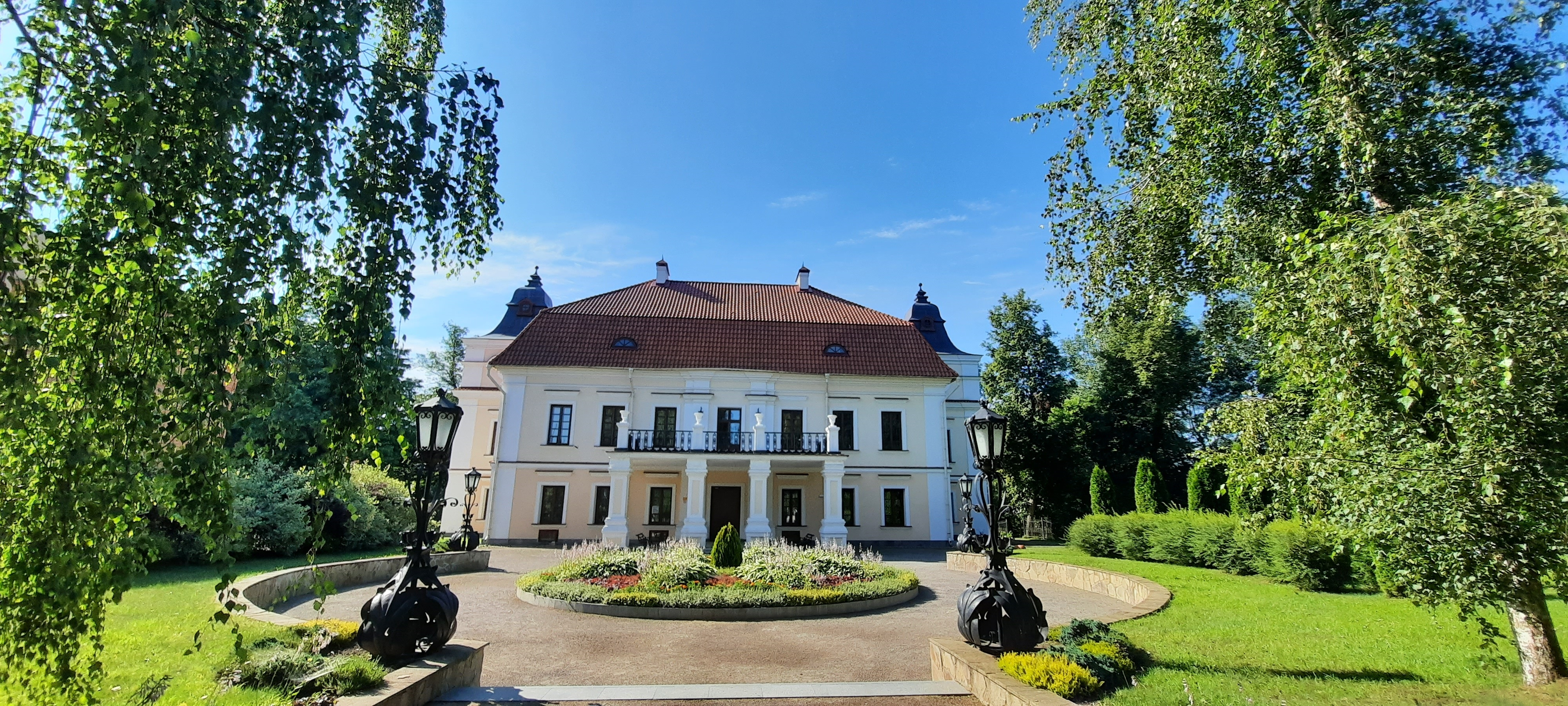
Усадьба Немцевичей в Скоки

- Усадьба Немцевичей (2-я пол. VIII в.) в д. Скоки
- Троицкий костёл, построенный в XVI веке, в аг. Чернавчицы
- Церковь Параскевы Пятницы (1733) в аг. Чернавчицы
- Форты Брестской крепости
- Свято-Покровская церковь (1867) в д. Прилуки
- Церковь Святого Апостола Луки (1905) в г. п. Домачево
- Крестовоздвиженская церковь (1678) в аг. Вистычи
- Спасо-Вознесенская церковь (1868) в д. Вельямовичи
- Усадебно-парковый комплекс Добринецких (XVI в.) в д. Вельямовичи
- Ильинская церковь (XVII в.— нач. XIX в.) в д. Дубок
- Здание железнодорожной станции (1897 год) в Дубица
- Деревянная православная церковь Святой Параскевы Пятницы со звонницей (1610) в д. Збироги
- Усадьба Гутовских (1875) в д. Малые Зводы
- Свято-Покровская церковь (1742) в д. Малые Щитники
- Свято-Покровская церковь (1739) в д. Покры
- Усадебный дом Толлочко в д. Сычи
- Свято-Параскевинская церковь (1822) в д. Сычи
- Свято-Михайловская церковь со звонницей (1701) в д. Черск
- Спасо-Преображенская церковь (1609) в д. Шумаки
- Церковь Рождества Пресвятой Богородицы со звонницей (1793) в д. Шебрин
- Свято-Михайловская церковь (1846) в аг. Остромечево

### Памятник природы, заказник
- Заказник местного значения «Пойма реки Лесная»

## Галерея

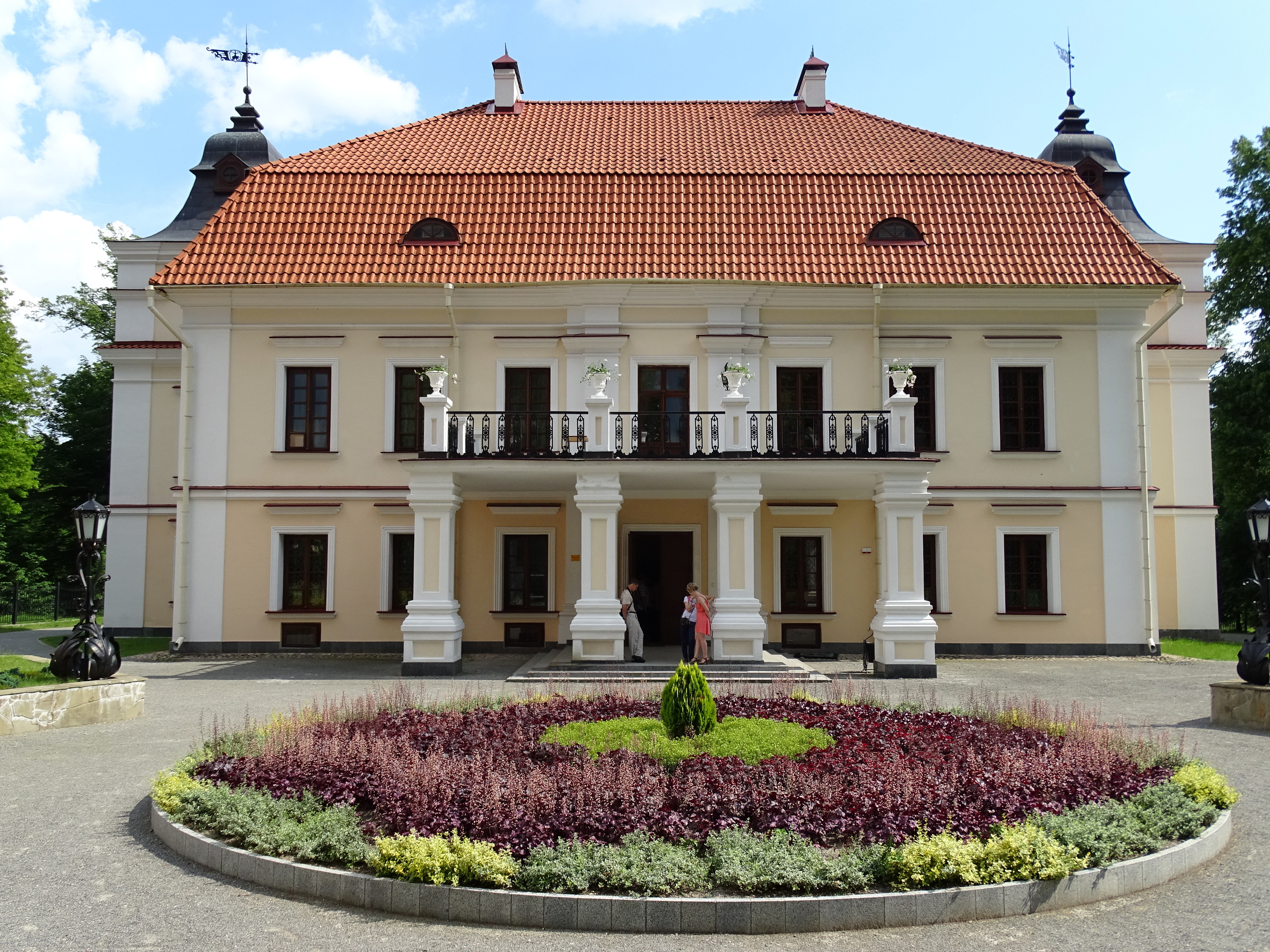
Усадьба Немцевичей в Скоки
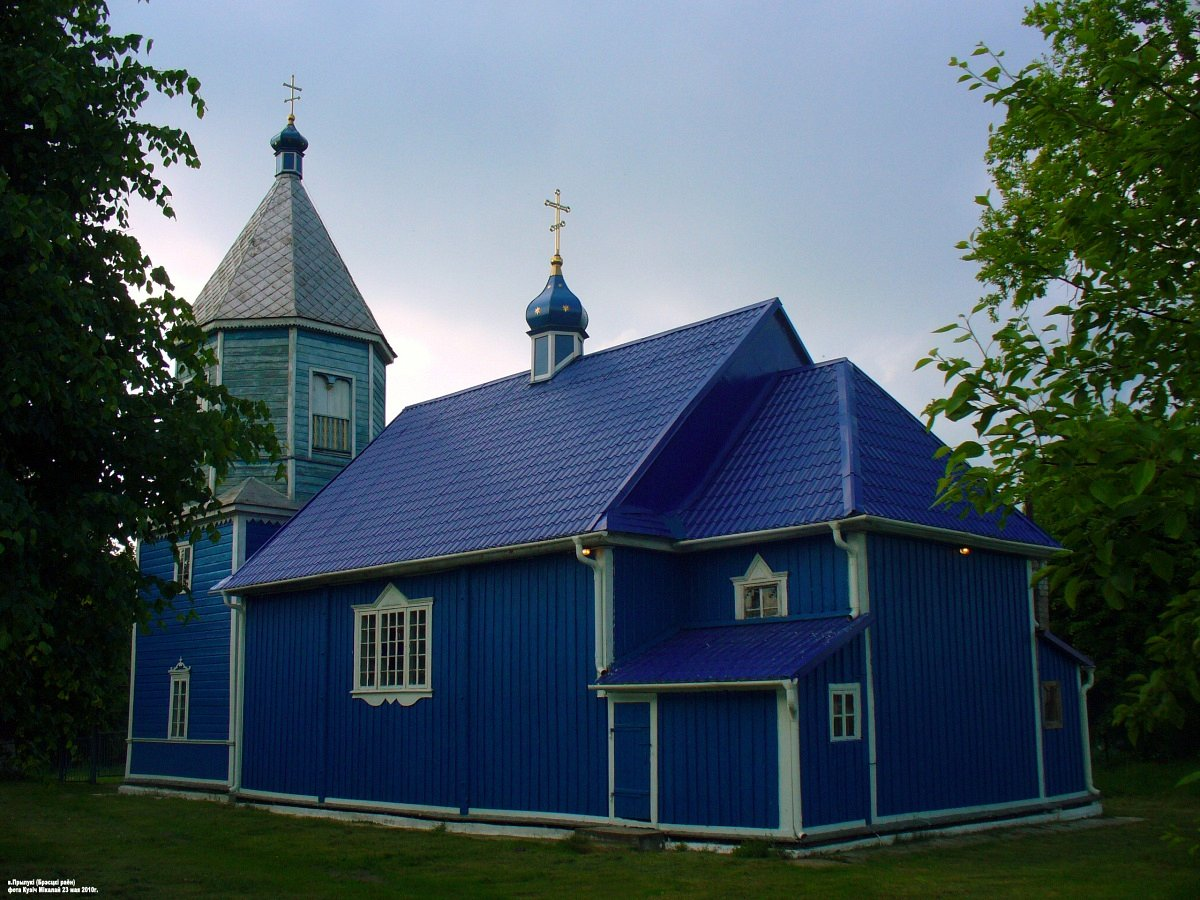
Свято-Покровская церковь в Прилуки
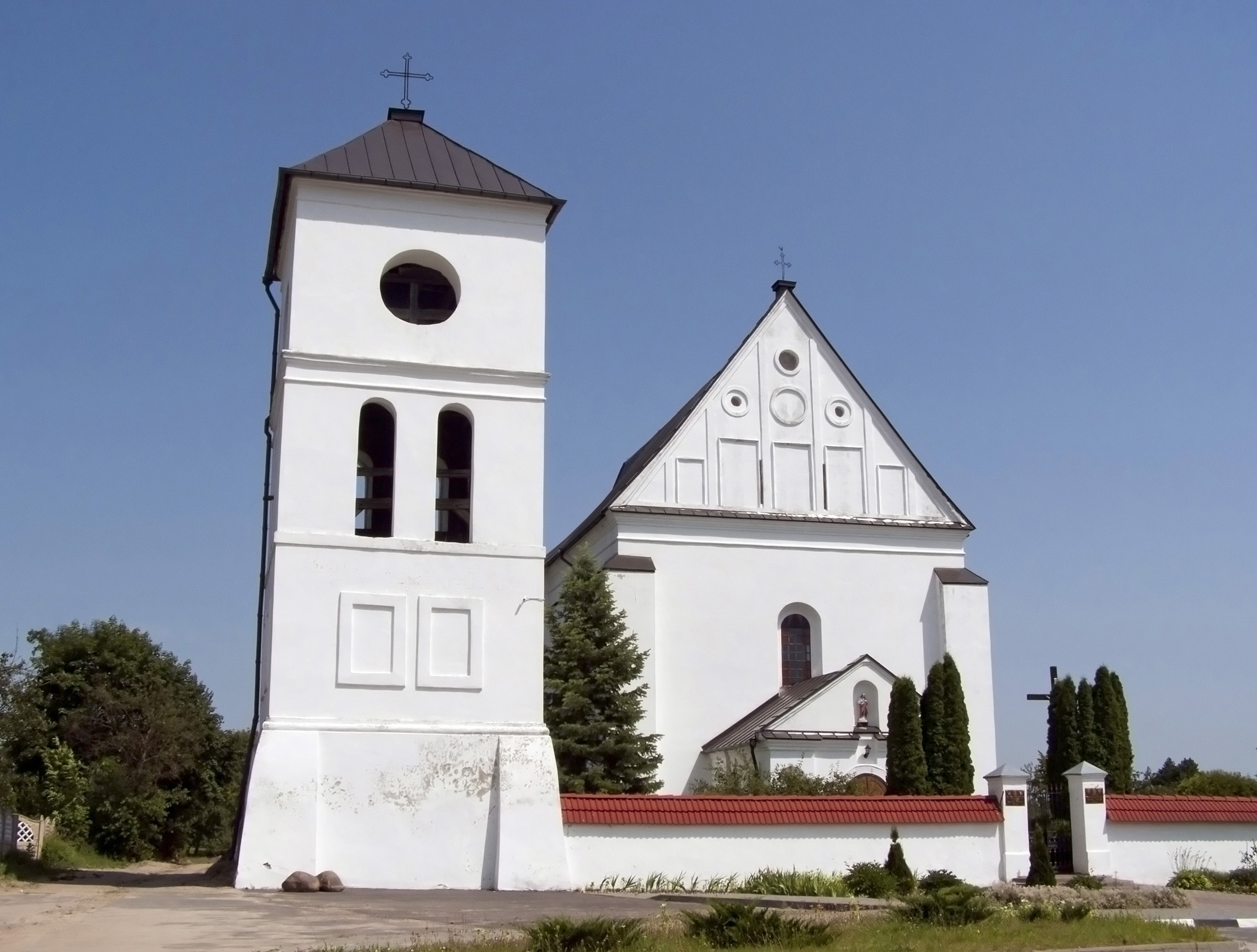
Троицкий костёл в Чернавчицы
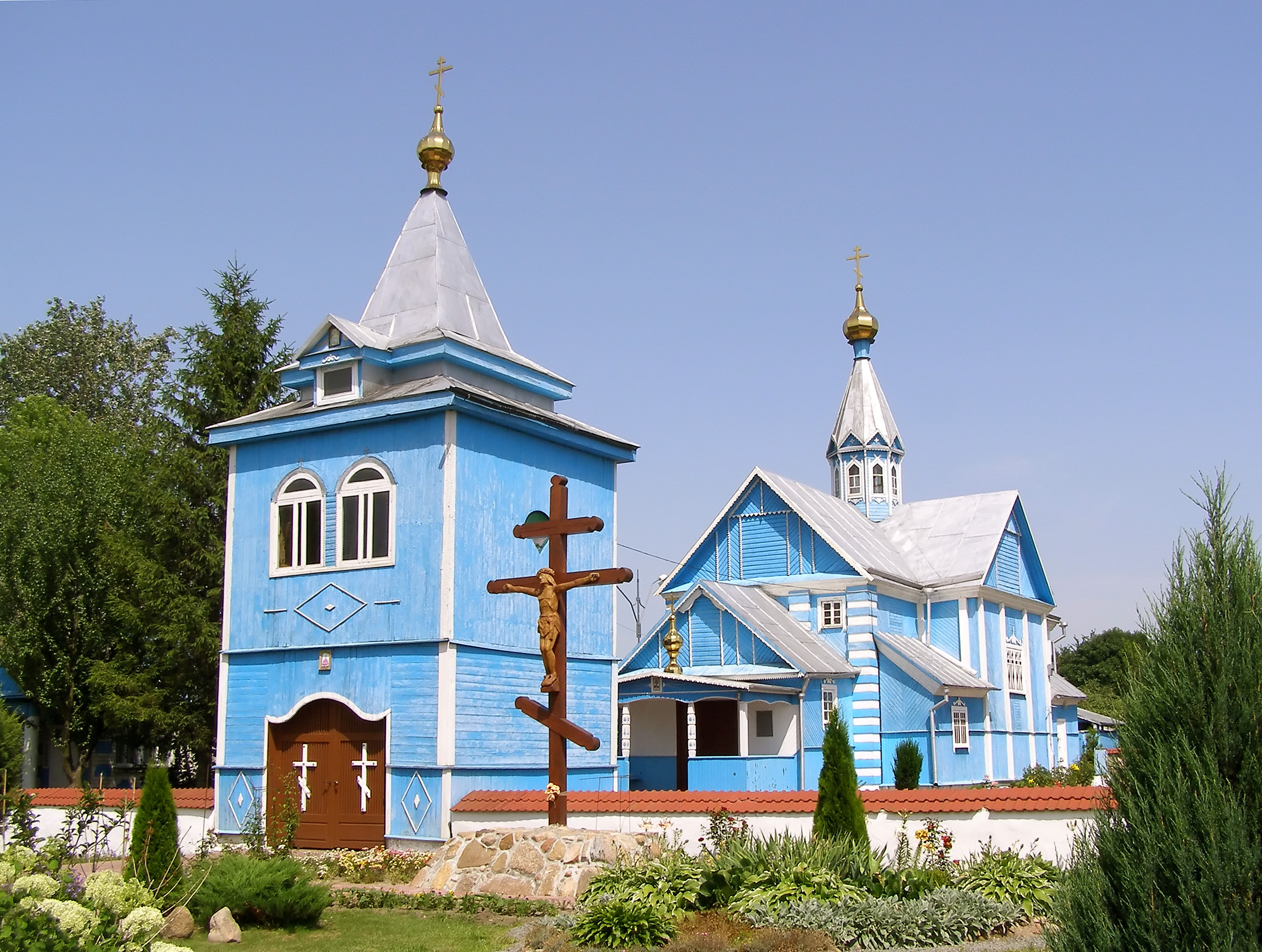
Церковь Параскевы Пятницы в Чернавчицы
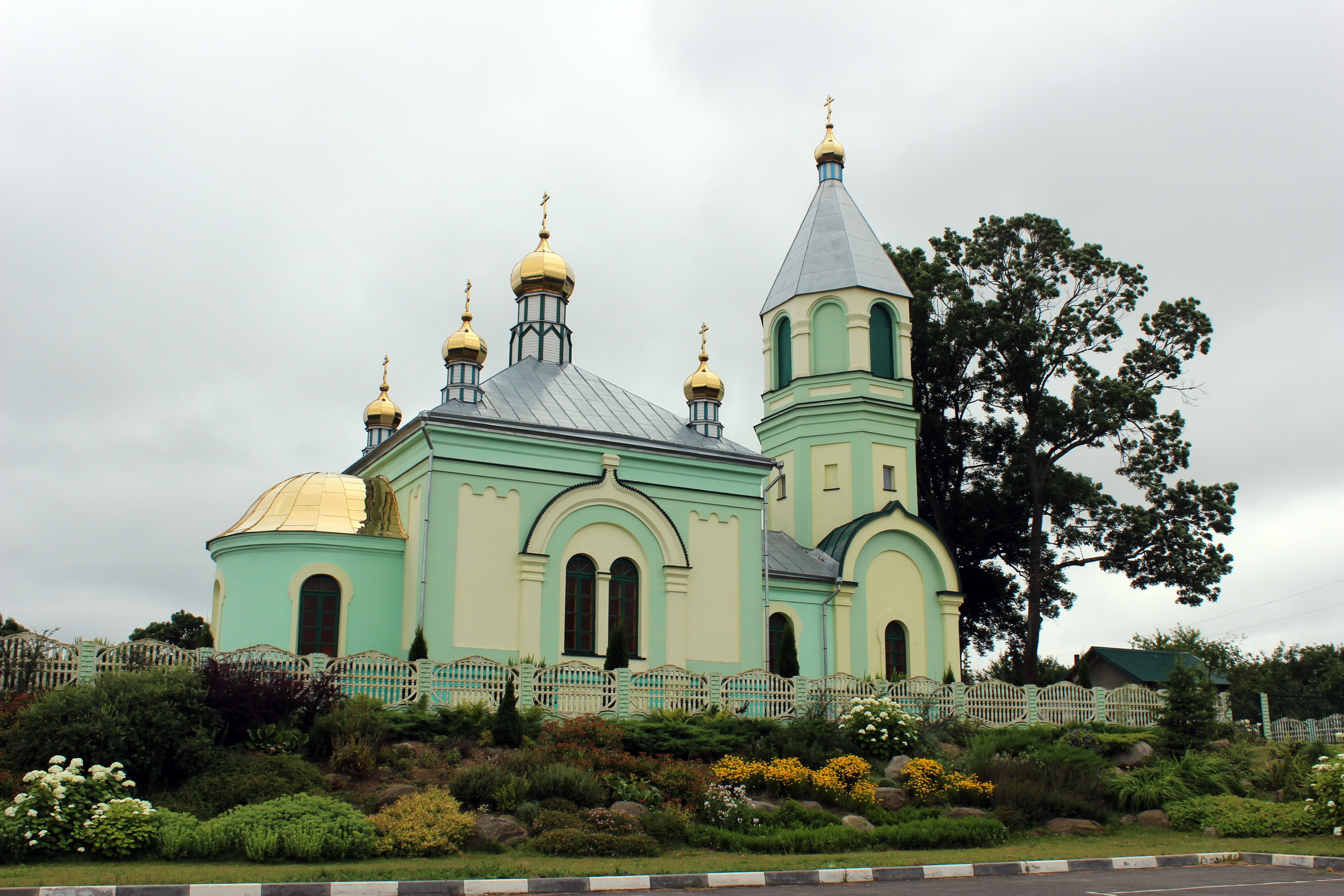
Спасо-Вознесенская церковь в Вельямовичи
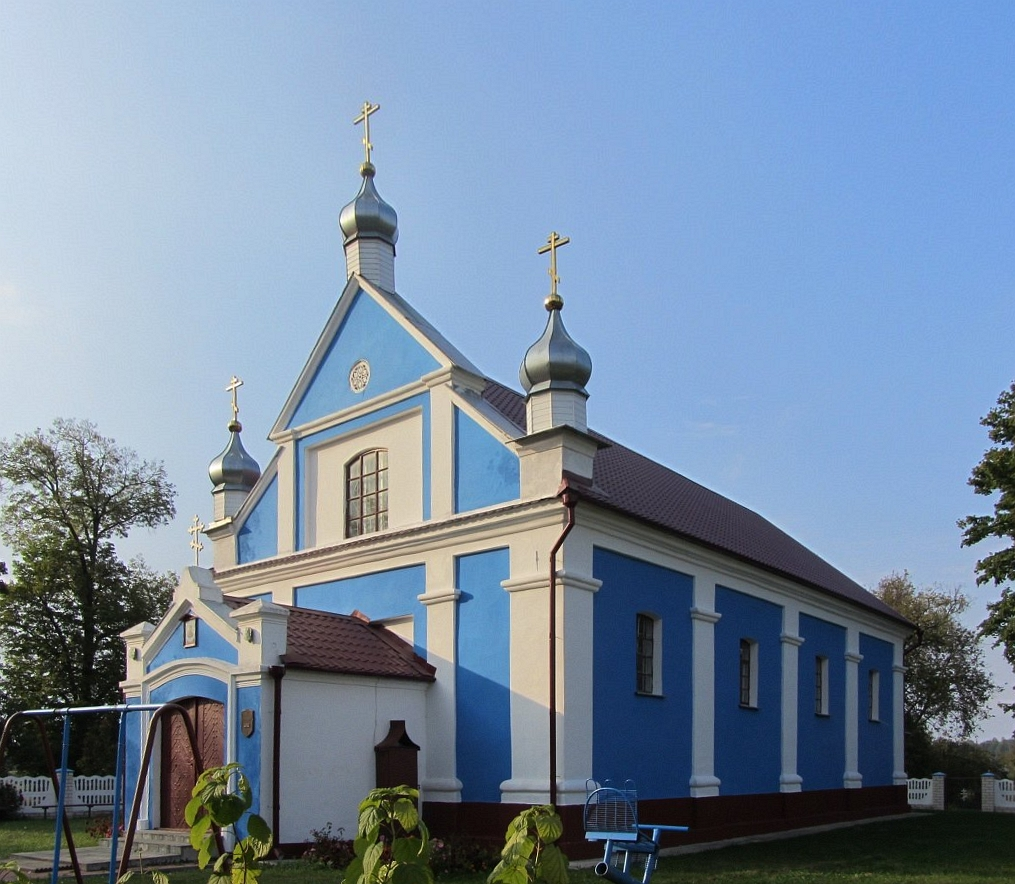
Покровская церковь в Малые Щитники
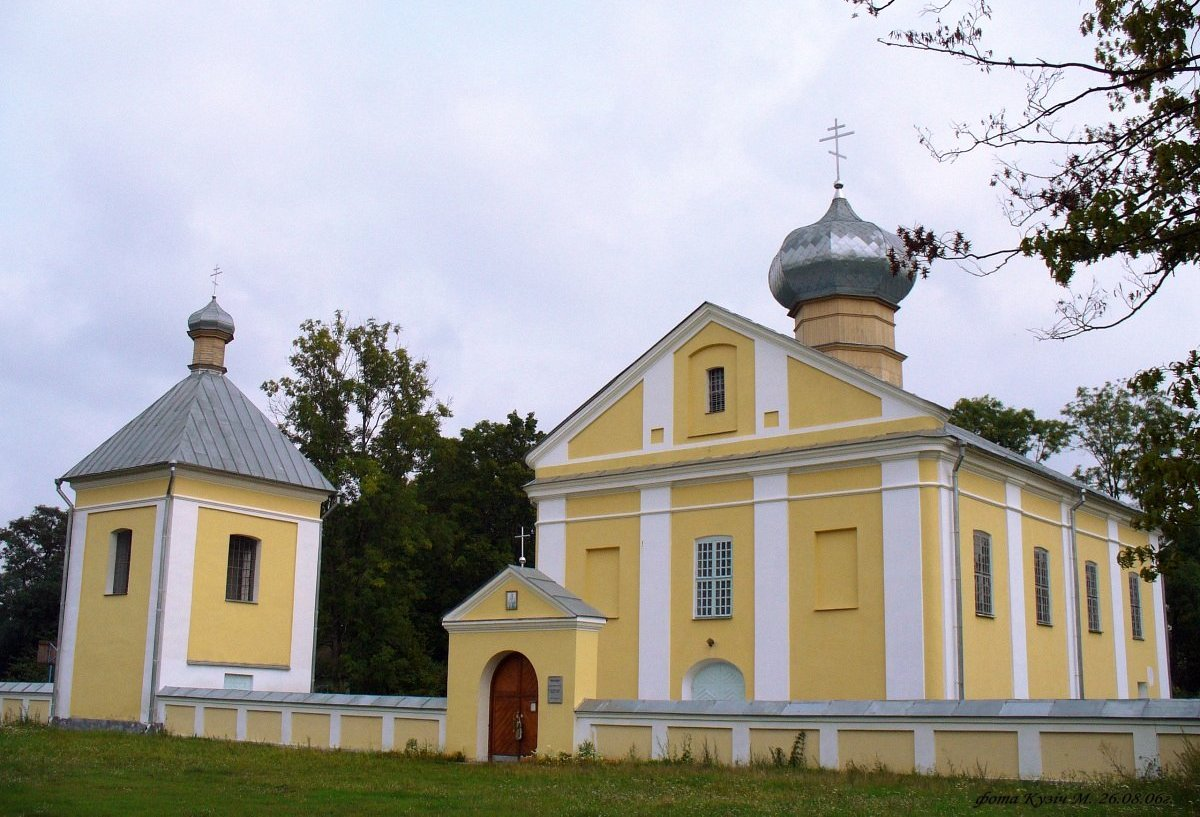
Церковь Рождества Пресвятой Богородицы в Шебрин
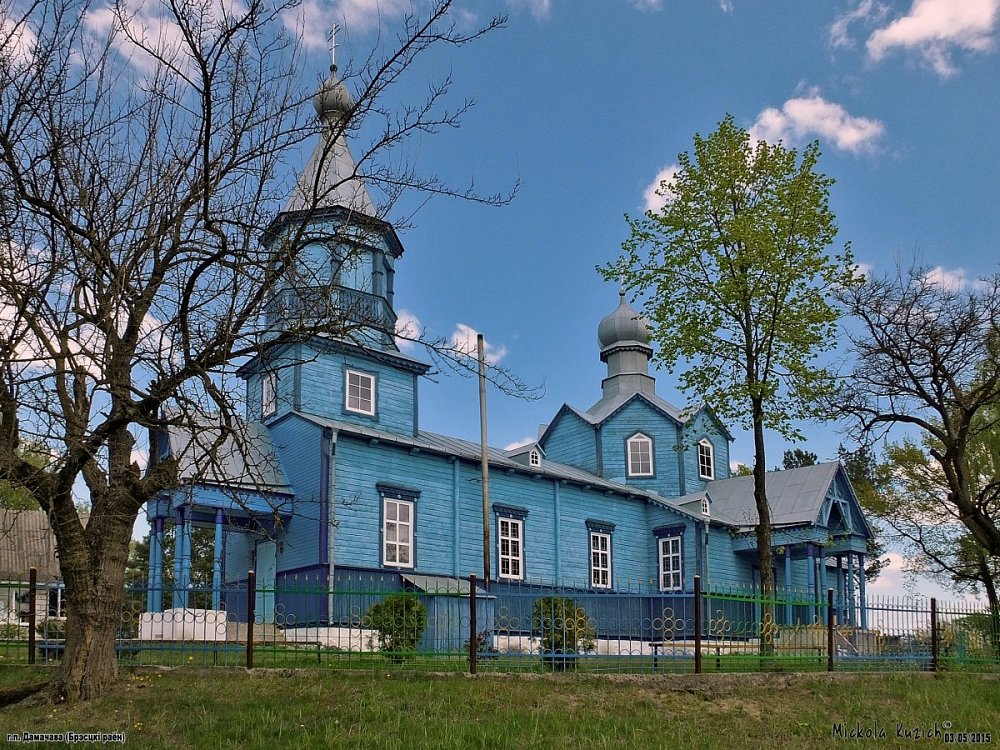
Церковь Святого Апостола Луки в Домачево
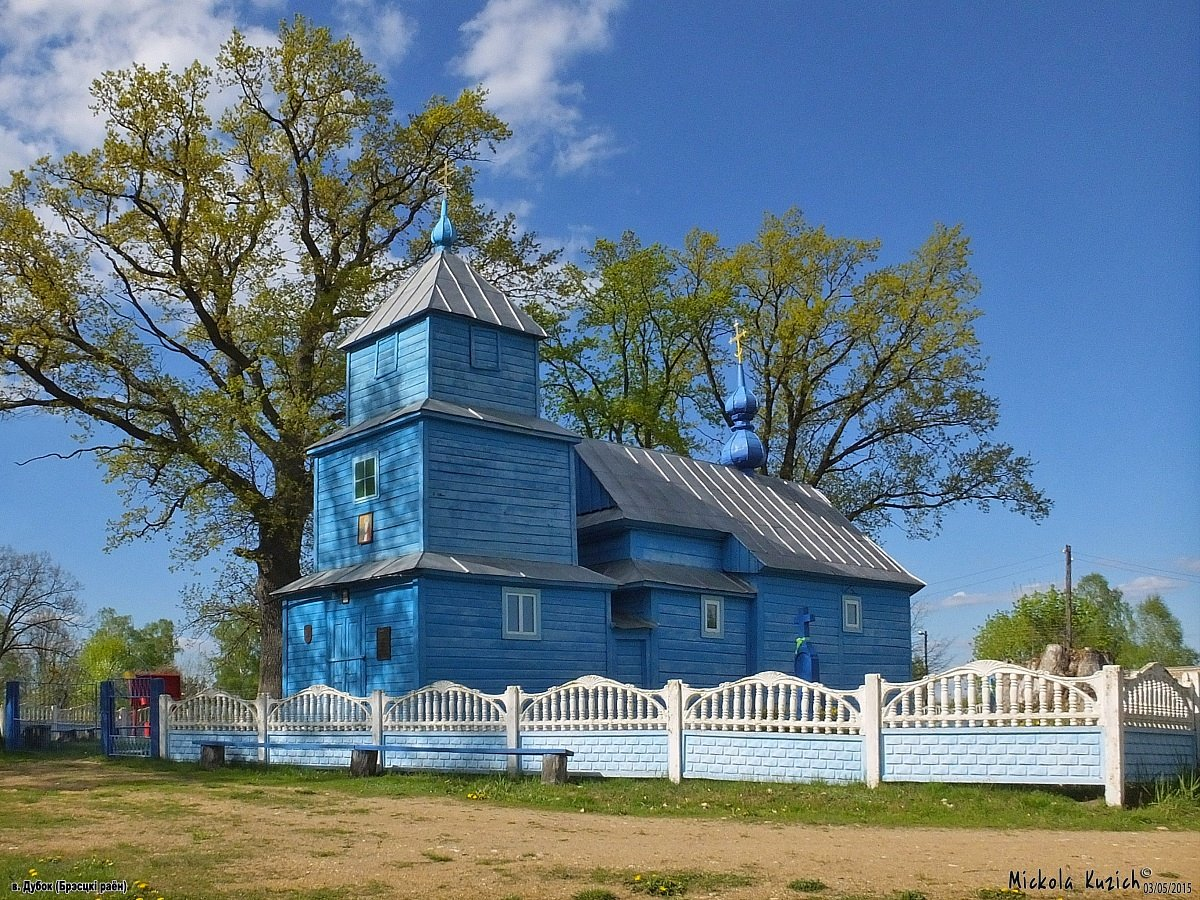
Ильинская церковь в Дубок

## СМИ
- Газета «Вечерний Брест»[51]
- Районная газета «Заря над Бугом»[52]